# Sebastián Soria
Andrés Sebastián Soria Quintana, meglio noto come Sebastián Soria (in arabo أندريس سيبستيان سوريا كوينتانا‎?; Paysandú, 8 novembre 1983), è un calciatore uruguaiano naturalizzato qatariota, attaccante del Qatar SC.
Nato e cresciuto a Paysandú, in Uruguay, si trasferì in Qatar nel 2004, divenendo cittadino qatariota di lì a poco.

## Carriera

### Club

#### Inizi
Dopo due settimane senza esito in prova con i club uruguaiani del Defensor Sporting e del Liverpool de Montevideo, Soria cominciò a giocare nelle leghe minori. Soria venne inviato a Montevideo a giocare nel Liverpool de Montevideo sotto Julio Ribas. Egli inizialmente è stato destinato nella formazione riserve, ma dopo un breve periodo è arrivato in prima squadra.

#### Al-Gharafa
A metà del 2004, Soria ha ricevuto un'offerta per giocare nel Al-Gharafa in Qatar: arrivò in Qatar nello stesso anno, mentre è stato naturalizzato come qatariota nel 2006. È rimasto nell'Al-Gharafa per una sola stagione, vincendo la Qatar Stars League 2004-2005.

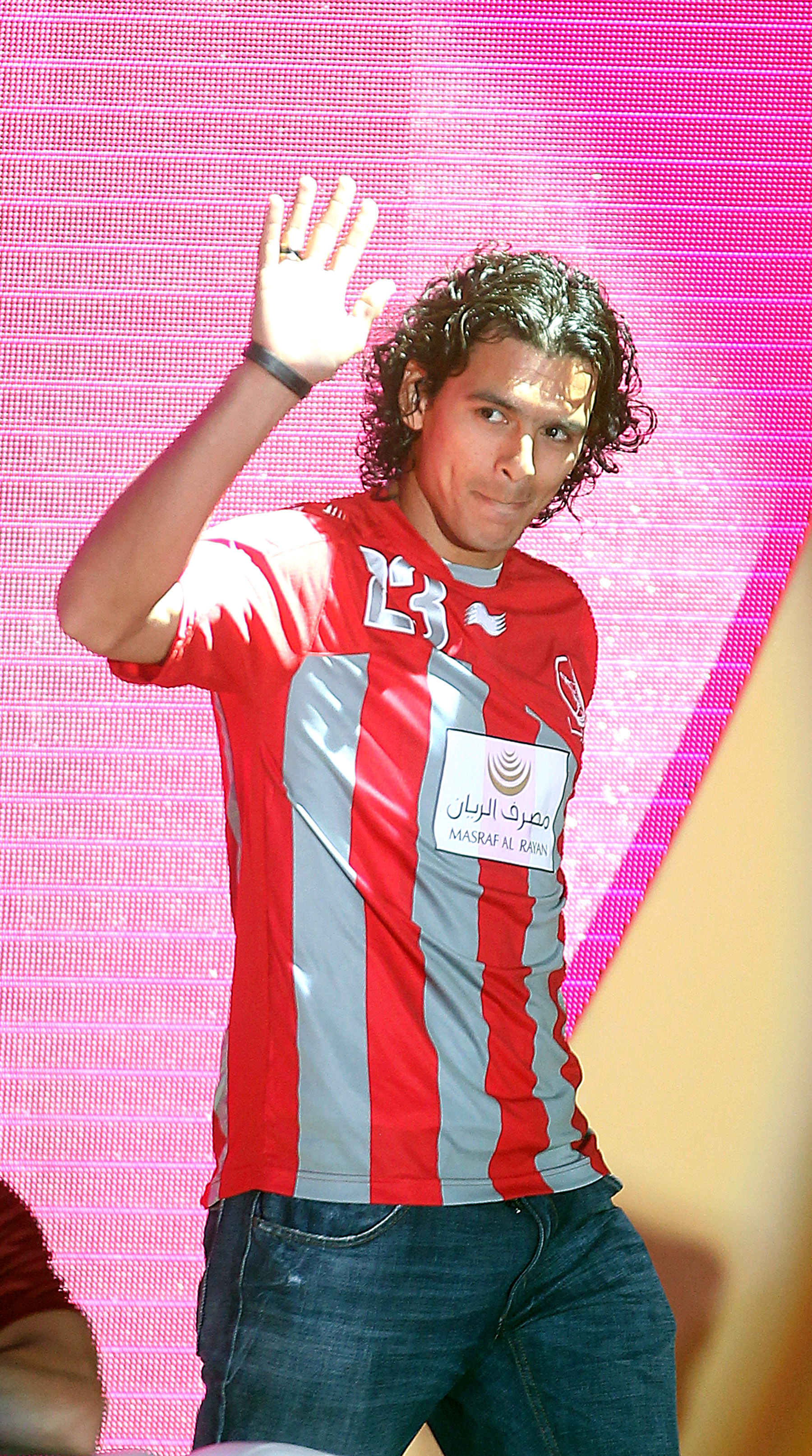
Soria con la maglia del Lekhwiya

#### Qatar SC
Si è trasferito nel Qatar SC nel 2005; con questa squadra nel 2009 ha vinto il Qatar Crown Prince Cup. Le sue prestazioni hanno attirato l'interesse di club europei, come l'Udinese, il Getafe e l'Atlético Madrid, ma Soria ha scelto di estendere il suo contratto con la sua squadra del Qatar.

#### Lekhwiya
Nell'estate del 2012 il giocatore decide, dopo otto anni trascorsi nelle file del Qatar SC, di trasferirsi al Lekhwiya Sports Club. Qui al termine della sua prima stagione arriva secondo in classifica e vince il titolo di capocannoniere della Qatar Stars League 2012-2013 con 19 reti. Alla seconda stagione con la maglia del Lekhwiya, Soria vince per la seconda volta in carriera il titolo nazionale.

### Nazionale
Ha militato nel Qatar Under-23 ai Giochi Asiatici del 2006. Nel 2006 ha esordito con la nazionale maggiore nella Coppa d'Asia 2007, dove ha realizzato tre gol (contro Giappone, Vietnam ed Emirati Arabi Uniti), ma non è riuscito ad evitare l'eliminazione della propria nazionale. È l'unico giocatore del Qatar ad aver segnato nella competizione.
Soria ha preso parte anche alla Coppa d'Asia 2011 tenutasi in Qatar: ha segnato nei quarti contro il Giappone il gol del vantaggio per la sua nazionale, ma i padroni di casa furono eliminati da un gol nel finale di Inoha che ha permesso la vittoria del Giappone per 3-2.
È il primatista di reti (40) e il secondo giocatore più presente (123 partite) con la nazionale maggiore qatariota, in cui ha militato dal 2007 sino al 2017.

## Statistiche

### Presenze e reti nei club
| Stagione             | Squadra              | Campionato           | Campionato | Campionato | Coppe nazionali | Coppe nazionali | Coppe nazionali | Coppe continentali | Coppe continentali | Coppe continentali | Altre coppe | Altre coppe | Altre coppe | Totale | Totale |
| Stagione             | Squadra              | Comp                 | Pres       | Reti       | Comp            | Pres            | Reti            | Comp               | Pres               | Reti               | Comp        | Pres        | Reti        | Pres   | Reti   |
| -------------------- | -------------------- | -------------------- | ---------- | ---------- | --------------- | --------------- | --------------- | ------------------ | ------------------ | ------------------ | ----------- | ----------- | ----------- | ------ | ------ |
| 2002                 | Liverpool (M)        | SD                   | 8          | 3          | -               | -               | -               | -                  | -                  | -                  | -           | -           | -           | 8      | 3      |
| 2003                 | Liverpool (M)        | PD                   | 26         | 3          | -               | -               | -               | -                  | -                  | -                  | -           | -           | -           | 18     | 3      |
| 2004                 | Liverpool (M)        | PD                   | 16         | 5          | -               | -               | -               | -                  | -                  | -                  | -           | -           | -           | 8      | 3      |
| Totale Liverpool (M) | Totale Liverpool (M) | Totale Liverpool (M) | 50         | 11         |                 | -               | -               |                    | -                  | -                  |             | -           | -           | 50     | 11     |
| 2004-2005            | Al-Gharafa           | QL                   | 26         | 14         | CQ+CdL          | ?               | ?               | -                  | -                  | -                  | QCPC        | ?           | ?           | 26+    | 14+    |
| 2005-2006            | Qatar SC             | QL                   | 25         | 19         | CQ+CdL          | ?               | ?               | -                  | -                  | -                  | QCPC        | ?           | ?           | 25+    | 19+    |
| 2006-2007            | Qatar SC             | QL                   | 21         | 9          | CQ+CdL          | ?               | ?               | -                  | -                  | -                  | -           | -           | -           | 21+    | 9+     |
| 2007-2008            | Qatar SC             | QL                   | 23         | 17         | CQ+CdL          | ?               | ?               | -                  | -                  | -                  | QCPC        | ?           | ?           | 23+    | 17+    |
| 2008-2009            | Qatar SC             | QL                   | 23         | 19         | CQ+CdL          | ?               | ?               | -                  | -                  | -                  | QCPC        | ?           | ?           | 23+    | 19+    |
| 2009-2010            | Qatar SC             | QL                   | 18         | 15         | CQ+CdL+SJC      | ?               | ?               | -                  | -                  | -                  | QCPC        | 1           | 1           | 18+    | 15+    |
| 2010-2011            | Qatar SC             | QL                   | 20         | 12         | CQ+CdL+SJC      | ?               | ?               | -                  | -                  | -                  | -           | -           | -           | 20+    | 12+    |
| 2011-2012            | Qatar SC             | QL                   | 20         | 9          | CQ+CdL+SJC      | ?               | ?               | -                  | -                  | -                  | -           | -           | -           | 20+    | 9+     |
| 2012-2013            | Lekhwiya             | QL                   | 22         | 19         | CQ+CdL+SJC      | ?               | ?               | ACL                | 7                  | 4                  | QCPC        | ?           | ?           | 29+    | 23+    |
| 2013-2014            | Lekhwiya             | QL                   | 20         | 12         | CQ+CdL          | ? + 1+          | ?               | ACL                | 5                  | 2                  | QC          | ?           | ?           | 26+    | 14+    |
| 2014-2015            | Lekhwiya             | QL                   | 22         | 11         | CQ+CdL          | ?               | ?               | ACL                | 7                  | 2                  | SQ+QC       | 1+2         | 0+2         | 32+    | 15+    |
| Totale Lekhwiya      | Totale Lekhwiya      | Totale Lekhwiya      | 64         | 42         |                 | 1+              | ?               |                    | 19                 | 8                  |             | 3+          | 2+          | 78+    | 52+    |
| 2015-2016            | Al-Rayyan            | QL                   | 25         | 10         | CQ              | 1+              | 1               | -                  | -                  | -                  | QC          | ?           | ?           | 26+    | 11+    |
| 2016-2017            | Al-Rayyan            | QL                   | 22         | 6          | CQ              | 1+              | 1               | ACL                | 6                  | 1                  | SQ+QC       | 1+?         | 0           | 30+    | 8+     |
| 2017-2018            | Al-Rayyan            | QL                   | 20         | 11         | CQ+CdL          | 2+ + 5          | 1+ + 3          | ACL                | 5                  | 1                  | QC          | ?           | 0           | 32+    | 16+    |
| 2018-2019            | Al-Rayyan            | QL                   | 20         | 6          | CQ+CdL          | ? + 4           | ? + 5           | ACL                | 6                  | 2                  | SQ+QC       | 1+?         | 0           | 31+    | 13+    |
| 2019-2020            | Al-Rayyan            | QL                   | 17         | 2          | CQ+CdL          | ? + 3           | ? + 1           | -                  | -                  | -                  | QC          | 1           | 0           | 21+    | 3+     |
| Totale Al-Rayyan     | Totale Al-Rayyan     | Totale Al-Rayyan     | 104        | 35         |                 | 16+             | 12+             |                    | 17                 | 4                  |             | 3+          | ?           | 140+   | 51+    |
| 2020-2021            | Al-Arabi             | QL                   | 19         | 2          | CQ+CdL+CQ+CdL   | 1+1+3+4         | 0+0+0+2         | -                  | -                  | -                  | -           | -           | -           | 28     | 4      |
| 2021-2022            | Qatar SC             | QL                   | 18         | 8          | CQ+CdL          | 2+3             | 0+3             | -                  | -                  | -                  | -           | -           | -           | 23     | 11     |
| 2022-2023            | Qatar SC             | QL                   | 18         | 4          | CQ+CdL          | 1+3             | 0+2             | -                  | -                  | -                  | -           | -           | -           | 22     | 6      |
| 2023-2024            | Qatar SC             | QL                   | 5          | 0          | CQ+CdL          | 0+2             | 0               | -                  | -                  | -                  | CdC         | 2           | 0           | 9      | 0      |
| Totale Qatar SC      | Totale Qatar SC      | Totale Qatar SC      | 191        | 112        |                 | 11+             | 5+              |                    | -                  | -                  |             | 3+          | 1+          | 205+   | 117+   |
| Totale carriera      | Totale carriera      | Totale carriera      | 454        | 216        |                 | 37+             | 19+             |                    | 36                 | 12                 |             | 9+          | 3+          | 536+   | 250+   |

### Cronologia presenze in Nazionale
| Cronologia completa delle presenze e delle reti in nazionale ― Qatar | Cronologia completa delle presenze e delle reti in nazionale ― Qatar | Cronologia completa delle presenze e delle reti in nazionale ― Qatar | Cronologia completa delle presenze e delle reti in nazionale ― Qatar | Cronologia completa delle presenze e delle reti in nazionale ― Qatar | Cronologia completa delle presenze e delle reti in nazionale ― Qatar | Cronologia completa delle presenze e delle reti in nazionale ― Qatar | Cronologia completa delle presenze e delle reti in nazionale ― Qatar |
| Data                                                                 | Città                                                                | In casa                                                              | Risultato                                                            | Ospiti                                                               | Competizione                                                         | Reti                                                                 | Note                                                                 |
| -------------------------------------------------------------------- | -------------------------------------------------------------------- | -------------------------------------------------------------------- | -------------------------------------------------------------------- | -------------------------------------------------------------------- | -------------------------------------------------------------------- | -------------------------------------------------------------------- | -------------------------------------------------------------------- |
| 15-11-2006                                                           | Tashkent                                                             | Uzbekistan                                                           | 2 – 3                                                                | Qatar                                                                | Qual. Coppa d'Asia 2007                                              | -                                                                    |                                                                      |
| 13-1-2007                                                            | Doha                                                                 | Qatar                                                                | 1 – 1                                                                | Oman                                                                 | Amichevole                                                           | -                                                                    |                                                                      |
| 18-1-2007                                                            | Abu Dhabi                                                            | Qatar                                                                | 0 – 1                                                                | Iraq                                                                 | Coppa delle Nazioni del Golfo 2007                                   | -                                                                    |                                                                      |
| 21-1-2007                                                            | Abu Dhabi                                                            | Arabia Saudita                                                       | 1 – 1                                                                | Qatar                                                                | Coppa delle Nazioni del Golfo 2007                                   | -                                                                    |                                                                      |
| 24-1-2007                                                            | Abu Dhabi                                                            | Qatar                                                                | 1 – 2                                                                | Bahrein                                                              | Coppa delle Nazioni del Golfo 2007                                   | -                                                                    |                                                                      |
| 24-3-2007                                                            | Doha                                                                 | Qatar                                                                | 0 – 1                                                                | Iran                                                                 | Amichevole                                                           | -                                                                    |                                                                      |
| 25-6-2007                                                            | Doha                                                                 | Qatar                                                                | 1 – 0                                                                | Turkmenistan                                                         | Amichevole                                                           | -                                                                    |                                                                      |
| 2-7-2007                                                             | Bangkok                                                              | Thailandia                                                           | 2 – 0                                                                | Qatar                                                                | Amichevole                                                           | -                                                                    |                                                                      |
| 9-7-2007                                                             | Hanoi                                                                | Giappone                                                             | 1 – 1                                                                | Qatar                                                                | Coppa d'Asia 2007 - 1º turno                                         | 1                                                                    |                                                                      |
| 12-7-2007                                                            | Hanoi                                                                | Qatar                                                                | 1 – 1                                                                | Vietnam                                                              | Coppa d'Asia 2007 - 1º turno                                         | 1                                                                    |                                                                      |
| 16-7-2007                                                            | Ho Chi Minh                                                          | Qatar                                                                | 1 – 2                                                                | Emirati Arabi Uniti                                                  | Coppa d'Asia 2007 - 1º turno                                         | 1                                                                    | 33’                                                                  |
| 7-9-2007                                                             | Doha                                                                 | Qatar                                                                | 1 – 1                                                                | Oman                                                                 | Amichevole                                                           | -                                                                    |                                                                      |
| 16-10-2007                                                           | Doha                                                                 | Qatar                                                                | 3 – 2                                                                | Iraq                                                                 | Amichevole                                                           | 1                                                                    | 80’                                                                  |
| 21-10-2007                                                           | Colombo                                                              | Sri Lanka                                                            | 0 – 1                                                                | Qatar                                                                | Qual. Mondiali 2010                                                  | 1                                                                    | 60’                                                                  |
| 28-10-2007                                                           | Doha                                                                 | Qatar                                                                | 5 – 0                                                                | Sri Lanka                                                            | Qual. Mondiali 2010                                                  | 2                                                                    | 34’                                                                  |
| 16-11-2007                                                           | Doha                                                                 | Qatar                                                                | 1 – 2                                                                | Georgia                                                              | Amichevole                                                           | -                                                                    |                                                                      |
| 21-11-2007                                                           | Doha                                                                 | Qatar                                                                | 1 – 6                                                                | Costa d'Avorio                                                       | Amichevole                                                           | -                                                                    |                                                                      |
| 4-3-2008                                                             | Doha                                                                 | Qatar                                                                | 1 – 2                                                                | Bahrein                                                              | Amichevole                                                           | 1                                                                    |                                                                      |
| 16-3-2008                                                            | Doha                                                                 | Qatar                                                                | 1 – 2                                                                | Giordania                                                            | Amichevole                                                           | 1                                                                    |                                                                      |
| 26-3-2008                                                            | Doha                                                                 | Qatar                                                                | 2 – 0                                                                | Iraq                                                                 | Qual. Mondiali 2010                                                  | -                                                                    |                                                                      |
| 23-5-2008                                                            | Doha                                                                 | Qatar                                                                | 1 – 1                                                                | Kuwait                                                               | Amichevole                                                           | 1                                                                    |                                                                      |
| 27-5-2008                                                            | Doha                                                                 | Qatar                                                                | 2 – 1                                                                | Libano                                                               | Amichevole                                                           | 2                                                                    |                                                                      |
| 2-6-2008                                                             | Doha                                                                 | Qatar                                                                | 0 – 0                                                                | Cina                                                                 | Qual. Mondiali 2010                                                  | -                                                                    |                                                                      |
| 7-6-2008                                                             | Tianjin                                                              | Cina                                                                 | 0 – 1                                                                | Qatar                                                                | Qual. Mondiali 2010                                                  | 1                                                                    | 78’ 90’                                                              |
| 14-6-2008                                                            | Doha                                                                 | Qatar                                                                | 1 – 3                                                                | Australia                                                            | Qual. Mondiali 2010                                                  | -                                                                    |                                                                      |
| 22-6-2008                                                            | Dubai                                                                | Iraq                                                                 | 0 – 1                                                                | Qatar                                                                | Qual. Mondiali 2010                                                  | -                                                                    |                                                                      |
| 20-8-2008                                                            | Doha                                                                 | Qatar                                                                | 5 – 0                                                                | Tagikistan                                                           | Amichevole                                                           | 1                                                                    | ?’                                                                   |
| 30-8-2008                                                            | Riyadh                                                               | Arabia Saudita                                                       | 2 – 1                                                                | Qatar                                                                | Amichevole                                                           | -                                                                    |                                                                      |
| 6-9-2008                                                             | Doha                                                                 | Qatar                                                                | 3 – 0                                                                | Uzbekistan                                                           | Qual. Mondiali 2010                                                  | -                                                                    |                                                                      |
| 10-9-2008                                                            | Doha                                                                 | Qatar                                                                | 1 – 1                                                                | Bahrein                                                              | Qual. Mondiali 2010                                                  | 1                                                                    |                                                                      |
| 15-10-2008                                                           | Brisbane                                                             | Australia                                                            | 4 – 0                                                                | Qatar                                                                | Qual. Mondiali 2010                                                  | -                                                                    | 72’                                                                  |
| 9-11-2008                                                            | Doha                                                                 | Qatar                                                                | 0 – 1                                                                | Iran                                                                 | Amichevole                                                           | -                                                                    | 82’                                                                  |
| 14-11-2008                                                           | Doha                                                                 | Qatar                                                                | 1 – 1                                                                | Corea del Sud                                                        | Amichevole                                                           | -                                                                    |                                                                      |
| 19-11-2008                                                           | Doha                                                                 | Qatar                                                                | 0 – 3                                                                | Giappone                                                             | Qual. Mondiali 2010                                                  | -                                                                    |                                                                      |
| 5-1-2009                                                             | Mascate                                                              | Arabia Saudita                                                       | 0 – 0                                                                | Qatar                                                                | Coppa delle Nazioni del Golfo 2009                                   | -                                                                    |                                                                      |
| 8-1-2009                                                             | Mascate                                                              | Qatar                                                                | 0 – 0                                                                | Emirati Arabi Uniti                                                  | Coppa delle Nazioni del Golfo 2009                                   | -                                                                    |                                                                      |
| 11-1-2009                                                            | Mascate                                                              | Qatar                                                                | 2 – 1                                                                | Yemen                                                                | Coppa delle Nazioni del Golfo 2009                                   | -                                                                    |                                                                      |
| 14-1-2009                                                            | Mascate                                                              | Oman                                                                 | 1 – 0                                                                | Qatar                                                                | Coppa delle Nazioni del Golfo 2009                                   | -                                                                    |                                                                      |
| 21-3-2009                                                            | Aleppo                                                               | Siria                                                                | 1 – 2                                                                | Qatar                                                                | Amichevole                                                           | 2                                                                    | 83’                                                                  |
| 28-3-2009                                                            | Tashkent                                                             | Uzbekistan                                                           | 4 – 0                                                                | Qatar                                                                | Qual. Mondiali 2010                                                  | -                                                                    | 64’                                                                  |
| 1-4-2009                                                             | Riffa                                                                | Bahrein                                                              | 1 – 0                                                                | Qatar                                                                | Qual. Mondiali 2010                                                  | -                                                                    |                                                                      |
| 6-6-2009                                                             | Doha                                                                 | Qatar                                                                | 0 – 0                                                                | Australia                                                            | Qual. Mondiali 2010                                                  | -                                                                    | 78’                                                                  |
| 9-9-2009                                                             | Doha                                                                 | Qatar                                                                | 1 – 1                                                                | Oman                                                                 | Amichevole                                                           | -                                                                    | 75’                                                                  |
| 8-10-2009                                                            | Fiume                                                                | Croazia                                                              | 3 – 2                                                                | Qatar                                                                | Amichevole                                                           | 1                                                                    |                                                                      |
| 11-10-2009                                                           | Skopje                                                               | Macedonia del Nord                                                   | 2 – 1                                                                | Qatar                                                                | Amichevole                                                           | -                                                                    | 81’                                                                  |
| 15-10-2009                                                           | Sannois                                                              | Qatar                                                                | 2 – 2                                                                | RD del Congo                                                         | Amichevole                                                           | -                                                                    |                                                                      |
| 28-12-2009                                                           | Doha                                                                 | Qatar                                                                | 3 – 2                                                                | Iran                                                                 | Amichevole                                                           | -                                                                    | 60’                                                                  |
| 2-1-2010                                                             | Doha                                                                 | Qatar                                                                | 0 – 0                                                                | Mali                                                                 | Amichevole                                                           | -                                                                    |                                                                      |
| 3-3-2010                                                             | Maribor                                                              | Slovenia                                                             | 4 – 1                                                                | Qatar                                                                | Amichevole                                                           | -                                                                    |                                                                      |
| 12-10-2010                                                           | Doha                                                                 | Qatar                                                                | 1 – 2                                                                | Iraq                                                                 | Amichevole                                                           | -                                                                    | 72’                                                                  |
| 18-11-2010                                                           | Doha                                                                 | Qatar                                                                | 0 – 1                                                                | Haiti                                                                | Amichevole                                                           | -                                                                    |                                                                      |
| 22-11-2010                                                           | Aden                                                                 | Kuwait                                                               | 1 – 0                                                                | Qatar                                                                | Coppa delle Nazioni del Golfo 2010                                   | -                                                                    |                                                                      |
| 25-11-2010                                                           | Zinjibar                                                             | Qatar                                                                | 2 – 1                                                                | Yemen                                                                | Coppa delle Nazioni del Golfo 2010                                   | -                                                                    | 82’                                                                  |
| 28-11-2010                                                           | Aden                                                                 | Qatar                                                                | 1 – 1                                                                | Arabia Saudita                                                       | Coppa delle Nazioni del Golfo 2010                                   | -                                                                    | 66’                                                                  |
| 16-12-2010                                                           | Doha                                                                 | Qatar                                                                | 2 – 1                                                                | Egitto                                                               | Amichevole                                                           | 1                                                                    |                                                                      |
| 22-12-2010                                                           | Doha                                                                 | Qatar                                                                | 2 – 0                                                                | Estonia                                                              | Amichevole                                                           | 1                                                                    |                                                                      |
| 28-12-2010                                                           | Doha                                                                 | Qatar                                                                | 0 – 0                                                                | Iran                                                                 | Amichevole                                                           | -                                                                    |                                                                      |
| 31-12-2010                                                           | Doha                                                                 | Qatar                                                                | 0 – 1                                                                | Corea del Nord                                                       | Amichevole                                                           | -                                                                    | 46’                                                                  |
| 7-1-2011                                                             | Doha                                                                 | Qatar                                                                | 0 – 2                                                                | Uzbekistan                                                           | Coppa d'Asia 2011 - 1º turno                                         | -                                                                    |                                                                      |
| 12-1-2011                                                            | Doha                                                                 | Cina                                                                 | 0 – 2                                                                | Qatar                                                                | Coppa d'Asia 2011 - 1º turno                                         | -                                                                    |                                                                      |
| 16-1-2011                                                            | Doha                                                                 | Qatar                                                                | 3 – 0                                                                | Kuwait                                                               | Coppa d'Asia 2011 - 1º turno                                         | -                                                                    |                                                                      |
| 21-1-2011                                                            | Doha                                                                 | Giappone                                                             | 3 – 2                                                                | Qatar                                                                | Coppa d'Asia 2011 - Quarti di finale                                 | 1                                                                    |                                                                      |
| 29-3-2011                                                            | Doha                                                                 | Qatar                                                                | 1 – 1                                                                | Russia                                                               | Amichevole                                                           | -                                                                    | 37’                                                                  |
| 23-7-2011                                                            | Doha                                                                 | Qatar                                                                | 3 – 0                                                                | Vietnam                                                              | Qual. Mondiali 2014                                                  | -                                                                    |                                                                      |
| 28-7-2011                                                            | Hanoi                                                                | Vietnam                                                              | 2 – 1                                                                | Qatar                                                                | Qual. Mondiali 2014                                                  | -                                                                    | 89’                                                                  |
| 19-8-2011                                                            | Doha                                                                 | Qatar                                                                | 0 – 1                                                                | Iraq                                                                 | Amichevole                                                           | -                                                                    |                                                                      |
| 25-8-2011                                                            | al-'Ayn                                                              | Emirati Arabi Uniti                                                  | 3 – 1                                                                | Qatar                                                                | Amichevole                                                           | -                                                                    |                                                                      |
| 2-9-2011                                                             | Riffa                                                                | Bahrein                                                              | 0 – 0                                                                | Qatar                                                                | Qual. Mondiali 2014                                                  | -                                                                    |                                                                      |
| 6-9-2011                                                             | Doha                                                                 | Qatar                                                                | 1 – 1                                                                | Iran                                                                 | Qual. Mondiali 2014                                                  | -                                                                    |                                                                      |
| 11-10-2011                                                           | Giacarta                                                             | Indonesia                                                            | 2 – 3                                                                | Qatar                                                                | Qual. Mondiali 2014                                                  | -                                                                    | 84’                                                                  |
| 4-11-2011                                                            | Doha                                                                 | Qatar                                                                | 1 – 1                                                                | Oman                                                                 | Amichevole                                                           | -                                                                    |                                                                      |
| 11-11-2011                                                           | Doha                                                                 | Qatar                                                                | 4 – 0                                                                | Indonesia                                                            | Qual. Mondiali 2014                                                  | 1                                                                    | 46’                                                                  |
| 15-11-2011                                                           | Doha                                                                 | Qatar                                                                | 0 – 0                                                                | Bahrein                                                              | Qual. Mondiali 2014                                                  | -                                                                    | 82’                                                                  |
| 17-12-2011                                                           | Doha                                                                 | Qatar                                                                | 0 – 0                                                                | Iraq                                                                 | Giochi panarabi 2011                                                 | -                                                                    |                                                                      |
| 29-2-2012                                                            | Teheran                                                              | Iran                                                                 | 2 – 2                                                                | Qatar                                                                | Qual. Mondiali 2014                                                  | -                                                                    |                                                                      |
| 22-5-2012                                                            | Madrid                                                               | Qatar                                                                | 1 – 2                                                                | Albania                                                              | Amichevole                                                           | -                                                                    |                                                                      |
| 3-6-2012                                                             | Beirut                                                               | Libano                                                               | 0 – 1                                                                | Qatar                                                                | Qual. Mondiali 2014                                                  | 1                                                                    | 14’                                                                  |
| 8-6-2012                                                             | Doha                                                                 | Qatar                                                                | 1 – 4                                                                | Corea del Sud                                                        | Qual. Mondiali 2014                                                  | -                                                                    |                                                                      |
| 12-6-2012                                                            | Teheran                                                              | Iran                                                                 | 0 – 0                                                                | Qatar                                                                | Qual. Mondiali 2014                                                  | -                                                                    |                                                                      |
| 6-9-2012                                                             | Ingolstadt                                                           | Qatar                                                                | 1 – 2                                                                | Tagikistan                                                           | Amichevole                                                           | 1                                                                    |                                                                      |
| 16-10-2012                                                           | Doha                                                                 | Qatar                                                                | 0 – 1                                                                | Uzbekistan                                                           | Qual. Mondiali 2014                                                  | -                                                                    |                                                                      |
| 14-11-2012                                                           | Doha                                                                 | Qatar                                                                | 1 – 0                                                                | Libano                                                               | Qual. Mondiali 2014                                                  | 1                                                                    |                                                                      |
| 5-1-2013                                                             | Madinat 'Isa                                                         | Qatar                                                                | 1 – 3                                                                | Emirati Arabi Uniti                                                  | Coppa delle Nazioni del Golfo 2013                                   | -                                                                    | 42’                                                                  |
| 8-1-2013                                                             | Riffa                                                                | Qatar                                                                | 2 – 1                                                                | Oman                                                                 | Coppa delle Nazioni del Golfo 2013                                   | -                                                                    | 85’                                                                  |
| 11-1-2013                                                            | Riffa                                                                | Bahrein                                                              | 1 – 0                                                                | Qatar                                                                | Coppa delle Nazioni del Golfo 2013                                   | -                                                                    |                                                                      |
| 31-1-2013                                                            | Doha                                                                 | Qatar                                                                | 1 – 0                                                                | Libano                                                               | Amichevole                                                           | -                                                                    | 63’                                                                  |
| 6-2-2013                                                             | Doha                                                                 | Qatar                                                                | 2 – 0                                                                | Malaysia                                                             | Qual. Coppa d'Asia 2015                                              | -                                                                    | 76’                                                                  |
| 7-3-2013                                                             | Doha                                                                 | Qatar                                                                | 3 – 1                                                                | Egitto                                                               | Amichevole                                                           | -                                                                    | 73’                                                                  |
| 22-3-2013                                                            | Riffa                                                                | Bahrein                                                              | 1 – 0                                                                | Qatar                                                                | Qual. Coppa d'Asia 2015                                              | -                                                                    |                                                                      |
| 26-3-2013                                                            | Seul                                                                 | Corea del Sud                                                        | 2 – 1                                                                | Qatar                                                                | Qual. Mondiali 2014                                                  | -                                                                    | 59’ 46’                                                              |
| 5-9-2013                                                             | Doha                                                                 | Qatar                                                                | 3 – 0                                                                | Mauritius                                                            | Amichevole                                                           | -                                                                    | 73’                                                                  |
| 9-9-2013                                                             | Doha                                                                 | Qatar                                                                | 1 – 1                                                                | Libano                                                               | Amichevole                                                           | 1                                                                    | 74’                                                                  |
| 9-10-2013                                                            | Doha                                                                 | Qatar                                                                | 1 – 2                                                                | Vietnam                                                              | Amichevole                                                           | -                                                                    |                                                                      |
| 13-10-2013                                                           | Doha                                                                 | Qatar                                                                | 6 – 0                                                                | Yemen                                                                | Qual. Coppa d'Asia 2015                                              | 1                                                                    |                                                                      |
| 15-11-2013                                                           | Doha                                                                 | Yemen                                                                | 1 – 4                                                                | Qatar                                                                | Qual. Coppa d'Asia 2015                                              | 1                                                                    | 72’                                                                  |
| 19-11-2013                                                           | Shah Alam                                                            | Malaysia                                                             | 0 – 1                                                                | Qatar                                                                | Qual. Coppa d'Asia 2015                                              | -                                                                    |                                                                      |
| 5-3-2014                                                             | Doha                                                                 | Qatar                                                                | 0 – 0                                                                | Bahrein                                                              | Qual. Coppa d'Asia 2015                                              | -                                                                    | 35’                                                                  |
| 3-9-2014                                                             | Casablanca                                                           | Marocco                                                              | 0 – 0                                                                | Qatar                                                                | Amichevole                                                           | -                                                                    | 92’                                                                  |
| 9-9-2014                                                             | Doha                                                                 | Qatar                                                                | 0 – 2                                                                | Perù                                                                 | Amichevole                                                           | -                                                                    | 83’                                                                  |
| 6-10-2014                                                            | Doha                                                                 | Qatar                                                                | 3 – 0                                                                | Uzbekistan                                                           | Amichevole                                                           | 1                                                                    | 65’                                                                  |
| 14-10-2014                                                           | Doha                                                                 | Qatar                                                                | 1 – 0                                                                | Australia                                                            | Amichevole                                                           | -                                                                    | 74’                                                                  |
| 28-8-2015                                                            | Doha                                                                 | Qatar                                                                | 1 – 0                                                                | Singapore                                                            | Amichevole                                                           | -                                                                    | 46’                                                                  |
| 8-10-2015                                                            | Doha                                                                 | Qatar                                                                | 1 – 0                                                                | Cina                                                                 | Qual. Mondiali 2018                                                  | -                                                                    | 46’ 78’                                                              |
| 13-10-2015                                                           | Doha                                                                 | Qatar                                                                | 4 – 0                                                                | Maldive                                                              | Qual. Mondiali 2018                                                  | -                                                                    |                                                                      |
| 24-3-2016                                                            | Doha                                                                 | Qatar                                                                | 2 – 0                                                                | Hong Kong                                                            | Qual. Mondiali 2018                                                  | -                                                                    | 91’                                                                  |
| Totale                                                               |                                                                      | Presenze                                                             | 105                                                                  |                                                                      | Reti                                                                 | 30                                                                   |                                                                      |

## Palmarès

### Club
- Segunda División Profesional de Uruguay: 1

Liverpool: 2002
- Qatar Stars League: 4

Al-Gharafa: 2004-2005
Lekhwiya: 2013-2014, 2014-2015
Al-Rayyan: 2015-2016
- Coppa di Qatar: 3

Qatar SC: 2009
Lekhwiya: 2013, 2015
- Coppa dello Sceicco Jassem: 1

Al-Rayyan: 2018

### Nazionale
- Giochi asiatici: 1

2006

### Individuale
- Giocatore dell'anno del Qatar: 1

2006
- Capocannoniere della Qatar Stars League: 1

2012-2013 (19 gol)